# المسحراتي (ديوان شعر)
من أشهر دوواين الشعر لمبدعه الشاعر فؤاد حداد،كما تمت تقديمه على الإذاعة المصرية بصوت سيد مكاوي.